# アイメリーク州

アイメリーク州

アイメリーク州（アイメリークしゅう、英: State of Aimeliik）は、パラオ共和国の州の一つ。州都はMongami。面積は約52㎢で、人口は363人である（2020年国勢調査）。アイメリーク州はロマン・トメトゥチェル国際空港からごく近いところにある。
アイメリーク州にはパラオ最大の発電所がある。Medorm村にはパラオで最も強力な短波ラジオ局がある。それらは主に9-15 MHzの帯域で運用される。
日本統治時代は、南洋庁熱帯産業研究所や南洋拓殖の農場など、各種農場がある所として知られていた。

## 地理
アイメリークはバベルダオブ島の西端の密林山岳地帯に位置するため、マングローブ、湿地、起伏のある丘などさまざな地形がある。アイメリークには（南から北へ海岸沿いに）Imul、Chelechui、NgmechiangelそしてMedormの四つの村が属している。北の境界はTabcheding川であり、東はRael Kedam（バベルダオブ島の中央尾根）であり、南東の境界は1キロメートル以内の尾根に沿ってある（Ngerderar川の南） 。
アイメリークの観光名所はアイメリーク・バイ（集会所）で、刺青をした豊穣の女神が描かれた入り口がある。また、ケズという農業と村の防衛のために建てられたと考えられている人工段丘が残されていることでも知られている。

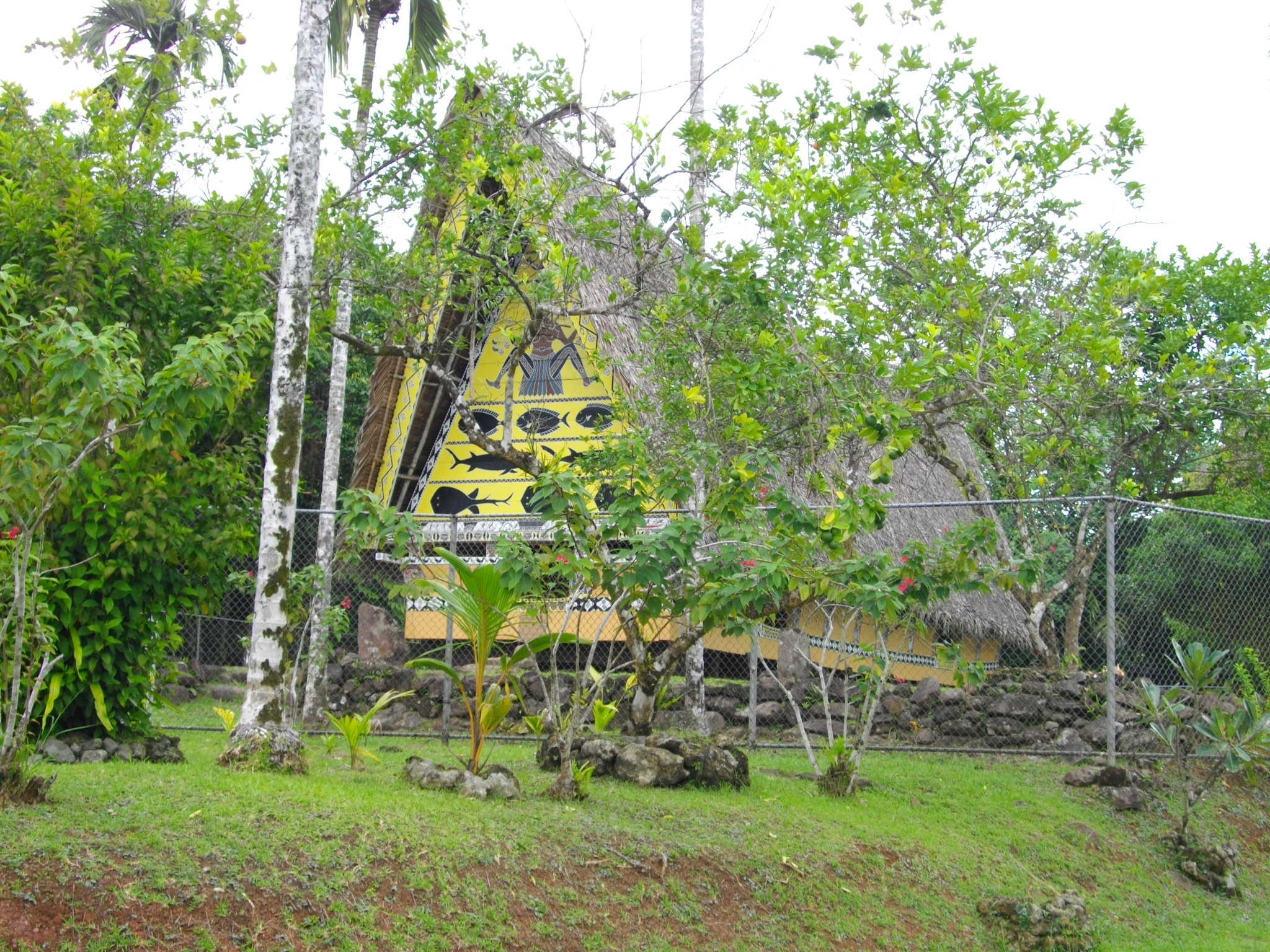
アイメリーク・バイ

## 歴史
アイメリークはパラオで最も歴史のある集落の一つである。
アイメリークは戦士Malsolが埋葬された場所として知られている。ここは現在アイメリーク・バイの近くにある。ここへはコンパクト・ロードを通ってアクセスすることが可能である。

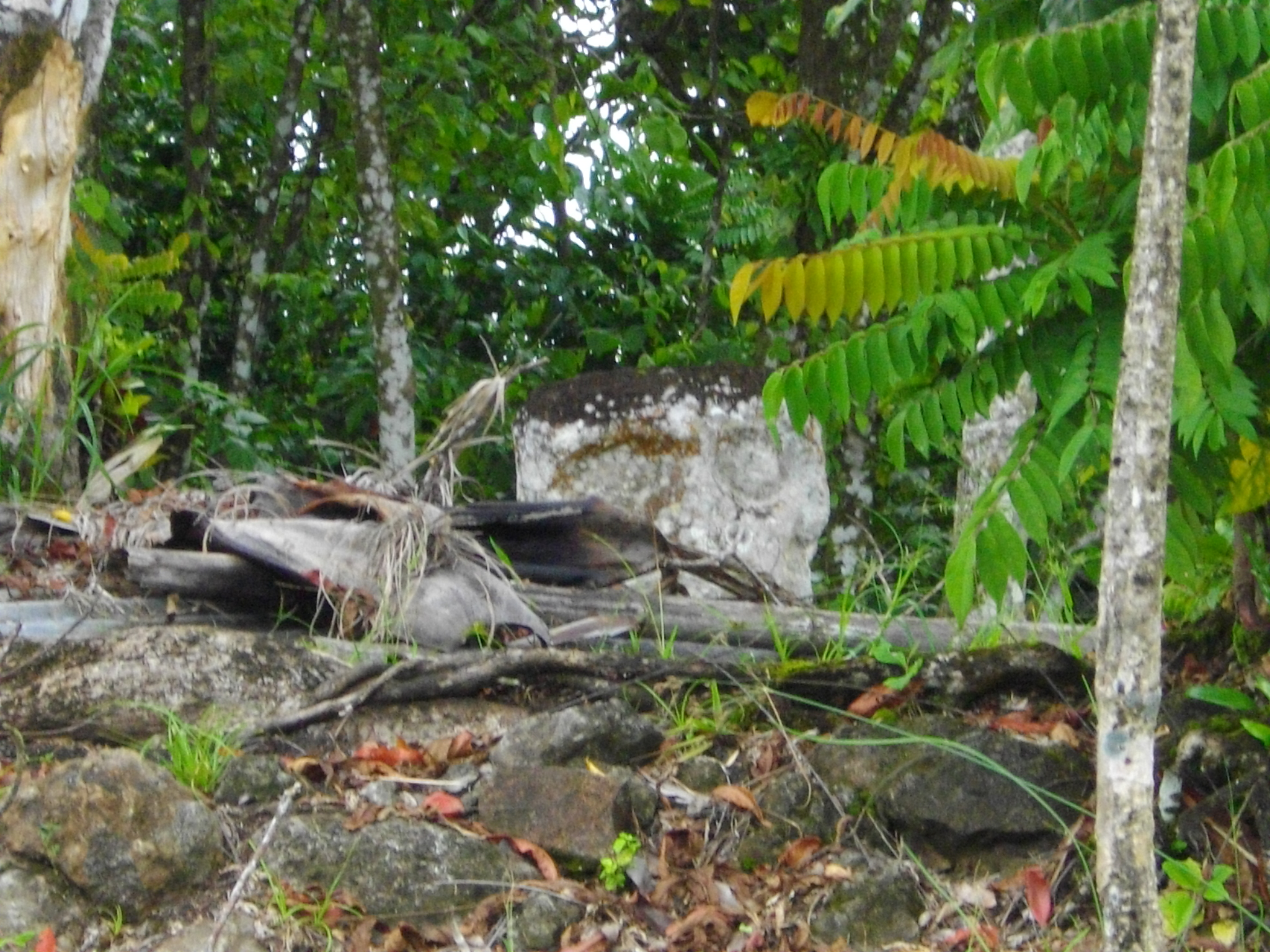
Malsolの墓

## 産業
商業と農業の大部分は都市からの需要である。ほとんどの農場は充実しているが、アイメリーク州初の牛放牧地を確立する試みもあった。しかしパラオの土壌、飼料および気候は放牧牛の作戦には不向きだった。

## 教育
教育省が公立学校を運営している。
アイメリーク小学校は1948年に設立された。

## アクセス
州内のほとんどの道路は、最近完成したコンパクト・ロードを除いて、未舗装である。